# Ловац на нацисте
Ловац на нацисте је појединац који прати и прикупља информације о наводним бившим нацистима или члановима СС- а и нацистичким колаборационистима који су били умешани у Холокауст, обично за употребу на суђењу по оптужбама за ратне злочине и злочине против човечности. Истакнути ловци на нацисте су Симон Визентал, Тувија Фридман, Серж Кларсфелд, Беат Кларсфелд, Ијан Сајер, Јарон Свореј, Елиот Велс и Ефраим Зуроф.

## Историја
Са почетком Хладног рата након Другог светског рата, и западни савезници и СССР су тражили бивше нацистичке научнике и оперативце за програме као што су Операција Спајалица и Операција Осоавиахим. Бивши нацисти вољни за сарадњу, као што су Вернер фон Браун и Рајнхард Гелен, повремено су добијали државну заштиту у замену за вредне информације или услуге. У то време, Гелен је био шеф немачке Савезне обавештајне службе или Бундеснахрихтендинст (савезне обавештајне агенције), оснивач Гехлен Орг, „праве животне верзије ОДЕССА“ мреже, која је помогла да се нацисти ексфилтрирају из Европе. Други нацисти су користили пацовске линије да побегну из послератне Европе у места као што је Јужна Америка.
Као одговор, ловци на нацисте су сами тражили бегунце или су формирали групе, као што је Центар Симон Визентал . Методе које користе ловци на нацисте укључују нуђење награда за информације, преглед имиграционих и војних записа и покретање грађанских тужби.
У каснијим деценијама, ловци на нацисте нашли су већу сарадњу са западним и јужноамеричким владама и државом Израел. До краја 20. века, потера за бившим нацистима је опала, јер је већина генерације активне у нацистичком руководству умрла.

## Значајне мете
Центар Симон Визентал објављује годишњи извештај о нацистичким ратним злочинцима . Неке значајне мете ловаца на нацисте укључују:
- Клаус Барби, "лионски касапин", изручен је из Боливије Француској 1983. године, након ранијих покушаја Сержа и Беате Кларсфелд да га уђу у траг. До преласка Боливије на демократију, штитиле су га америчке и немачке обавештајне службе у антисовјетске обавештајне сврхе, а под псеудонимом га је запослила боливијска војска. Осуђен на доживотни затвор 1987. године, умро је 1991. године.
- Хербертса Цукурса, "ришки касапин", убили су га агенти Мосада у Монтевидеу, Уругвај, 1965. године.
- Адолфа Ајхмана је Визентал прогањао пре него што га је израелска шпијунска агенција Мосад ухватила и прокријумчарила из Аргентине 1960. године, а суђено му је у Израелу, где је погубљен 1962.
- Болеславс Маиковскис, летонски нацистички сарадник, Велс је прогонио до Минеоле у Њујорку . Маиковскис је на крају емигрирао у Западну Немачку 1987. године, где је проглашен неспособним за суђење због старости.
- Јозефа Менгелеа, "анђела смрти", Мосад, Визентал и Кларсфелдови су тражили у разним јужноамеричким земљама. Избегао је заробљавање све до своје несрећне смрти у Бразилу 1979. године; његови остаци су идентификовани 1985. године.
- Ериха Прибкеа, СС официра одговорног за масовна убиства италијанских цивила, отворено је интервјуисао у Аргентини 1994. водитељ АБЦ-ове емисије Primetime Live Сам Доналдсон . Након тога је изручен Италији и 1998. године осуђен на доживотни кућни притвор.
- Едуарда Рошмана Визентал је тражио у Аргентини. Аргентинска влада је јавно планирала његово изручење 1977. године, дозвољавајући му да побегне у Парагвај. Очигледно је умро исте године, али Визентал је био скептичан да је тело Рошманово.
- Динка Шакића је Зуроф прогонио до Аргентине. Не покушавајући да се сакрије, неколико пута се појављивао у медијима пре него што је 1998. године изручен Хрватској, где је осуђен на 20 година, а умро је 2008. године.
- Центар Симон Визентал и Велс су пратили Јозефа Швамбергера до Аргентине. Изручен Западној Немачкој 1990. године, осуђен је на доживотни затвор 1992. и умро је у затвору 2004. године.
- Франца Штангла, команданта логора за истребљење Собибор и Треблинка, Визентал је ухватио у Сао Паулу 1967. Изручен је Немачкој 1970. године и осуђен на доживотни затвор, где је умро следеће године.
- Густава Вагнера, "Вука", Визентал је разоткрио у Бразилу 1978. Ухапшен је, али је Бразил одбио да га изручи Западној Немачкој. Вагнер је пронађен мртав у наводном самоубиству у Сао Паулу 1980. године.